# توم هيلي
توم هيلي (بالإنجليزية: Tom Healey)‏ هو لاعب كرة قاعدة أمريكي، ولد في 1853 في كرانستون في الولايات المتحدة، وتوفي في 6 فبراير 1891 في لويستون في الولايات المتحدة.

## وصلات خارجية
- توم هيلي على موقعبيزبول رفرنس.كوم (الدوري الرئيسي) (الإنجليزية)
- توم هيلي على موقعبيزبول رفرنس.كوم (الدوري الثانوي) (الإنجليزية)
- توم هيلي على موقع مشجعي الرسوم البيانية (الإنجليزية)